# El mundo alrededor
El mundo alrededor es una película española de comedia, estrenada en 2005 y dirigida por Alejandro Calvo-Sotelo, del que fue su segundo largometraje.

## Argumento
Gabriel es un funcionario de prisiones. Un día, Charly, un exrockero en apuros al que conoció en la cárcel, le pide un favor: una furgoneta para llevar al festival de música «Viña Rock» (en Villarrobledo, Albacete), a un grupo de chicas que han sido contratadas para actuar allí. Gabriel decide participar en la aventura a cambio de glamour, sexo y risas. El viaje, en vez de seis horas, duró tres días, debido a diversos incidentes y desventuras.

## Comentario crítico
Según Javier Ocaña, en El País, el film es «una modesta y más bien complaciente comedia con estructura de road movie».

## Reparto
| Actor/Actriz           | Personaje          |
| ---------------------- | ------------------ |
| Raimundo Amador        | Guitarrista        |
| Luis Bermejo           | Juan Evariste      |
| Jesús Bonilla          |                    |
| Marta Espinosa         | Katia              |
| José Luis García Pérez | Hombre maltratador |
| Chicho Leiva           | Sonámbulo          |
| Nuria Mencía           | Chica              |
| Antonio Molero         | Gabriel            |
| Inés Morales           | Encargada          |
| Críspulo Cabezas       | Keko               |
| Belén Megías           | Prostituta         |
| Mar Muro               | Prostituta         |
| Álex O'Dogherty        | Fulgen             |
| Fino Oyonarte          | Dueño coche robado |
| Cristina Pascual       | Dueña hostal       |
| Chema Pérez            | Cabo Guardia Civil |
| Cuco Pérez             | Acordeonista       |
| Antonio Resines        | Manuel             |
| Pilar San José         | Elvira             |
| Gaspar Segovia         | Tipo pijama        |
| Elena Seguí            | Elia               |
| Ramón Serrada          | Conductor          |
| Kike Sierra            | Seguridad 1        |
| Luis Tosar             | Florindo           |
| Manolo Uvi             | Punki              |
| Alfonso Vallejo        |                    |
| Juan Viadas            | Dueño del perro    |
| Óscar Zafra            | Charly             |
| Pilar Zurro            | Mujer Magullada    |